# Чурачицьке сільське поселення
Чура́чицьке сільське поселення (рос. Чурачикское сельское поселение) — муніципальне утворення у складі Цівільського району Чувашії, Росія. Адміністративний центр — село Чурачики.
Станом на 2002 рік до складу Чурачицької сільської ради входив також присілок Тагани, пізніше переданий до складу Поваркасинського сільського поселення.

## Населення
Населення — 1977 осіб (2019, 2250 у 2010, 2556 у 2002).

## Склад
До складу поселення входять такі населені пункти:
| Населений пункт            | Населення, осіб (2002) | Населення, осіб (2010) |
| -------------------------- | ---------------------- | ---------------------- |
| Другі Вурманкаси, присілок | 169                    | 102                    |
| Камайкаси, присілок        | 130                    | 147                    |
| Нове Сюрбеєво, присілок    | 182                    | 178                    |
| Нові Чурачики, присілок    | 31                     | 23                     |
| Торхани, присілок          | 74                     | 57                     |
| Чурачики, село             | 1970                   | 1743                   |